# Weibern (Austria)
Weibern – miejscowość i gmina w Austrii, w kraju związkowym Górna Austria, w powiecie Grieskirchen. Liczy 1 676 mieszkańców.